# Veera Kinnunen
Veera Kinnunen (Gävle, 6 marzo 1986) è una ballerina e coreografa svedese di origine finlandese.

## Biografia
Veera Kinnunen è nata a Gävle in Svezia il 6 marzo 1986 da una famiglia finlandese. Ha iniziato a ballare da bambina. Dopo la fine degli studi, a 19 anni si è trasferita in Australia ed è entrata a far parte dello show Burn the floor. Veera è la ballerina svedese che ha vinto più titoli di danza di sempre. Molti dei trofei sono stati vinti insieme al suo ex compagno Stefano Oradei, con cui si è laureata campionessa svedese dal 2008 al 2013.
La Kinnunen conta più di 10 titoli nel palmarès; per cinque volte consecutive ha vinto il titolo di campionessa svedese di ballo latino. Oltre a ballare a livello agonistico, in Italia è famosa per la sua partecipazione dal 2013 in veste di insegnante e ballerina nel programma condotto da Milly Carlucci Ballando con le stelle; partecipa inoltre alla versione svedese del talent show, che si chiama Let’s Dance.

## Ballando con le stelle
- Nona edizione (2013): seconda classificata (in coppia con Amaurys Pérez)
- Decima edizione (2014): eliminata in semifinale (in coppia con Silvio Simac)
- Undicesima edizione (2016): terza classificata (in coppia con Luca Sguazzini)
- Dodicesima edizione (2017): vincitrice (in coppia con Oney Tapia)
- Tredicesima edizione (2018): eliminata in semifinale (in coppia con Akash Kumar)
- Quattordicesima edizione (2019): terza classificata (in coppia con Dani Osvaldo)
- Quindicesima edizione (2020): seconda classificata (in coppia con Paolo Conticini)
- Diciassettesima edizione (2022): eliminata alla quinta puntata (in coppia con Giampiero Mughini)
- Diciannovesima edizione (2024): eliminata alla nona puntata (in coppia con Massimiliano Ossini)